# Torneo clasificatorio de voleibol masculino para los Juegos Panamericanos Santiago 2023
El Torneo clasificatorio para los Juegos Panamericanos Santiago 2023 es un evento deportivo de voleibol masculino disputado en la ciudad de Santiago, la capital de Chile, entre el 20 y el 25 de septiembre de 2022. Los dos primeros del certamen lograron la clasificación a los Juegos Panamericanos de 2023 en esa disciplina.

## Sedes
En agosto de 2022 la organización del torneo definió que la primera fase del torneo se disputase en el Centro de Entrenamiento Olímpico (CEO), mientras que la fase final se realizará en la Gran Arena Monticello, ambos recintos ubicados en la ciudad de Santiago.

## Formato de competición
Los cinco equipos participantes se enfrentarán en un sistema de todos contra todos en un único grupo. Los dos primeros jugarán un partido final para definir al ganador del certamen, además de clasificar a los Juegos Panamericanos de 2023, mientras que el tercero y cuarto se medirán por la medalla de bronce. Al estar Chile ya clasificado por ser el anfitrión de los Juegos, de ser el equipo local uno de los finalistas, el clasificado será el ubicado en la tercera posición.

## Equipos participantes
- Argentina
- Chile
- Colombia
- Perú

Si bien estaba prevista la participación de la selección de voleibol de Venezuela, una demora en la tramitación de sus visas hizo que no se presentaran a su primer partido para luego ser definitivamente desafectados de la competencia por la Confederación Sudamericana de Voleibol, dándose sus partidos por perdidos.

## Resultados
– Clasificados a los Juegos Panamericanos 2023. 
| Pos. | Equipo    | Partidos | Partidos | Partidos | Pts. | Sets | Sets | Sets  | Puntos | Puntos | Puntos |
| Pos. | Equipo    | PJ       | PG       | PP       | Pts. | SG   | SP   | Ratio | PG     | PP     | Ratio  |
| ---- | --------- | -------- | -------- | -------- | ---- | ---- | ---- | ----- | ------ | ------ | ------ |
| 1    | Chile     | 3        | 3        | 0        | 9    | 9    | 3    | 3.000 | 275    | 236    | 1.165  |
| 2    | Argentina | 3        | 2        | 1        | 6    | 8    | 3    | 2.666 | 264    | 234    | 1.128  |
| 3    | Colombia  | 3        | 1        | 2        | 3    | 4    | 7    | 0.571 | 232    | 245    | 0.946  |
| 4    | Perú      | 3        | 0        | 3        | 0    | 2    | 9    | 0.222 | 210    | 266    | 0.789  |
| 5    | Venezuela |          |          |          |      |      |      |       |        |        |        |

- Las horas indicadas corresponden al huso horario local de Chile: UTC-3.

| Fecha            | Hora  | Equipo 1  | Res.        | Equipo 2  | Set 1 | Set 2 | Set 3 | Set 4 | Set 5 | Total   | Reporte |
| ---------------- | ----- | --------- | ----------- | --------- | ----- | ----- | ----- | ----- | ----- | ------- | ------- |
| 20 de septiembre | 17:00 | Argentina | (susp.)     | Venezuela |       |       |       |       |       |         |         |
| 20 de septiembre | 19:30 | Chile     | 3 - 1       | Perú      | 25-10 | 21-25 | 25-12 | 25-20 |       | 96-67   | CSV     |
| 21 de septiembre | 17:00 | Chile     | (cancelado) | Venezuela |       |       |       |       |       |         |         |
| 21 de septiembre | 19:30 | Colombia  | 3 - 1       | Perú      | 25-21 | 25-20 | 22-25 | 25-22 |       | 95-88   | CSV     |
| 22 de septiembre | 17:00 | Venezuela | (cancelado) | Perú      |       |       |       |       |       |         |         |
| 22 de septiembre | 19:30 | Argentina | 3 - 0       | Colombia  | 25-23 | 32-30 | 25-22 |       |       | 82-75   | CSV     |
| 23 de septiembre | 17:00 | Colombia  | (cancelado) | Venezuela |       |       |       |       |       |         |         |
| 23 de septiembre | 19:30 | Chile     | 3 -2        | Argentina | 18-25 | 25-22 | 20-25 | 25-21 | 16-14 | 104-107 | FeVA    |
| 24 de septiembre | 15:30 | Chile     | 3 - 0       | Colombia  | 25-18 | 25-21 | 25-23 |       |       | 75-62   |         |
| 24 de septiembre | 17:30 | Argentina | 3 - 0       | Perú      | 25-15 | 25-21 | 25-19 |       |       | 75-55   | FeVA    |

Tercer y cuarto puesto
| Fecha            | Hora  | Equipo 1 | Res.  | Equipo 2 | Set 1 | Set 2 | Set 3 | Set 4 | Set 5 | Total | Reporte                                                                                               |
| ---------------- | ----- | -------- | ----- | -------- | ----- | ----- | ----- | ----- | ----- | ----- | --- |
| 25 de septiembre | 15:00 | Colombia | 3 - 1 | Perú     | 25-23 | 25-15 | 22-25 | 25-21 |       | 97-84 | CSV (enlace roto disponible en Internet Archive; véase el historial, la primera versión y la última). |

Final
| Fecha            | Hora  | Equipo 1 | Res. | Equipo 2  | Set 1 | Set 2 | Set 3 | Set 4 | Set 5 | Total   | Reporte |
| ---------------- | ----- | -------- | ---- | --------- | ----- | ----- | ----- | ----- | ----- | ------- | ------- |
| 25 de septiembre | 17:30 | Chile    | 3 -2 | Argentina | 22-25 | 25-22 | 20-25 | 25-17 | 15-13 | 107-102 | FeVA    |

## Equipo ideal
Tras la finalización del torneo, la CSV realizó una selección de los mejores jugadores del torneo:
- Mejores puntas: Dusan Bonacic  / Luciano Vicentín
- Mejores centrales: Juan Camilo Estupiñan Riascos  / Joaquín Gallego
- Mejor armador: Pablo Urchevich
- Mejor opuesto: Vicente Parraguirre
- Mejor líbero: Roosvuelt Río Ramos
- Mejor jugador (MVP): Vicente Parraguirre

## Televisión
- Televisión Nacional de Chile (TVN)

## Medallero
| Evento    | Oro   | Plata     | Bronce   |
| --------- | ----- | --------- | -------- |
| Masculino | Chile | Argentina | Colombia |